# Виржил Пинсон
Виржил Джаки Марсел Пинсон (на френски: Virgile Jacky Marcel Pinson) е френски футболист, който играе на поста крило. Състезател на Ботошани.

## Кариера
Пинсон е продукт на академията на Льо Авър, присъединявайки се към клуба на 12-годишна възраст и прекарвайки там шест години. На 23 април 2018 г. Виржил се присъединява към Реймс от Анталияспор. Дебютира на 1 септември при загубата с 1:0 като гост на Монпелие. В края на септември 2020 г. Пинсон подписва с Кювили, след като бива освободен от "червено-белите".

### Локомотив София
На 7 септември 2021 г. е обявен за ново попълнение на софийския Локомотив. Прави своя дебют на 10 септември при победата с 2:1 като домакин на Пирин (Благоевград).